# يوميات روز
يوميات روز، رواية عربية للروائية الإماراتية ريم الكمالي. صدرت لأوّل مرة عن دار الآداب للنشر والتوزيع في عام 2021، ودخلت في القائمة القصيرة للجائزة العالمية للرواية العربية لعام 2022، المعروفة باسم «جائزة بوكر العربية».